# Le Tibet : chant d'exil
Ne doit pas être confondu avec Tibet in Song.
Pour plus de détails, voir Fiche technique et Distribution.
Le Tibet : chant d'exil (titre anglais : A Song for Tibet) est un moyen métrage documentaire canadien portant sur les efforts des Tibétains en exil, dirigés par le Dalaï Lama, pour libérer leur pays natal et préserver leur héritage. Réalisé par Anne Henderson, A Song for Tibet a reçu la récompense du meilleur court-métrage documentaire aux 13e prix Génie, ainsi que le Prix du public décerné au meilleur documentaire au Festival international du film d'Hawaii. Le film a été coproduit par les Films Arcady, DLI Productions et l'Office national du film du Canada. Ali Kazimi était le directeur de la photographie,.
Le film tourne autour de deux Tibétains en exil au Canada : Thubten Samdup, qui a fui le Tibet après la révolte de 1959 contre les Chinois, enseigne les arts traditionnels du spectacle vivant à Montréal et préside le Comité Canada-Tibet ; et Dicki Chhoyang, né dans un camp de réfugiés en Inde, qui ne connait le Tibet qu'à travers les récits de ses parents. Le film suit Dicki et Samdup de Montréal à Dharamsala en Inde, et documente la première apparition publique du Dalaï Lama au Canada.